# Escut de Grenada
L'escut de Grenada es va adoptar arran de la independència d'aquest estat insular de les Antilles, proclamada el 1974.
És un escut quarterat mitjançant una creu d'or, carregada al centre amb la nau Santa María, com a representació del descobriment de l'illa per part de Cristòfor Colom. Al primer i al quart quarters, de gules, un lleopard d'or, adoptat de l'escut d'Anglaterra, antiga potència colonial. Al segon i al tercer, de sinople, un creixent amb un lliri d'or, símbol de la Immaculada Concepció, en al·lusió al nom amb què Colom va batejar l'illa: Concepción.
Com a suports de l'escut hi ha un armadillo a la destra i un colom de Grenada a la sinistra, tots dos al natural; el primer és situat davant una planta de blat de moro i el segon davant un bananer, també al natural, que creixen en una terrassa muntanyosa de sinople al mig de la qual hi ha el Grand Étang, el llac principal de l'illa, amb ones d'atzur i argent. La terrassa sorgeix d'una cinta d'argent amb el lema nacional en anglès: EVER CONSCIOUS OF GOD WE ASPIRE, BUILD AND ADVANCE AS ONE PEOPLE ('Sempre conscients de Déu aspirem, construïm i avancem com un sol poble').
És timbrat per un casc amb llambrequí d'argent i de gules, somat d'un borlet d'aquests mateixos colors amb una garlanda de set roses –en al·lusió a les set parròquies en què es divideix l'illa– flanquejada per dues branques florides de buguenvíl·lea, la flor nacional.

## Escuts utilitzats anteriorment
L'escut que feia servir Grenada durant l'època colonial fou adoptat el 1889 i era un segell rodó amb una escena on figurava en primer terme una premsa de sucre de canya tirada per bous. El segell es va substituir per un altre el 1903, que va estar en vigor fins a l'escut actual: es tractava d'una representació del vaixell de Colom a les envistes de l'illa, amb el lema en llatí CLARIOR E TENEBRIS ('Després de les tenebres ve la claror').